# Сајмон Кузнец
Сајмон Смит Кузнец (енгл. Simon Smith Kuznets; 30. април 1901 — 8. јул 1985), рођен као Шимен (Семјон) Абрамович Кузнец (блр. Ши́мен (Семён) Абра́мович Кузне́ц), био је амерички економиста. Добитник је Нобелове награде за економију 1971. године за његово емпиријски утемељено тумачење економског раста које је довело до новог и продубљеног увида у економску и друштвену структуру и процес развоја.
Кузнец је дао одлучујући допринос трансформацији економије у емпиријску науку и формирању квантитативне економске историје.